# 潘辰 (明朝)
潘辰（？—1519年），字時用，江浙行省處州府景寧縣（今浙江省景宁畲族自治县）人，明朝政治人物。
潘辰年幼喪父，隨叔父家抵達京師，以文學著稱。弘治六年，下詔天下舉才德之士隱於山林者。府尹唐恂舉薦潘辰，吏部以辰生長京師而不採納。唐恂再次上奏，給事中王綸、夏昂亦相繼舉薦潘辰，於是授翰林院待詔，久之掌管典籍事。之後參與修撰《大明会典》，進五經博士。正德年間，劉瑾摘《會典》小疵，復降為典籍。之後再升為翰林院編修。九年后，超擢太常寺少卿，致仕歸，卒。